# Thomas Herzog (Jurist)
Thomas Herzog (* 21. September 1976 in Schramberg) ist ein deutscher Jurist. Er war von 2011 bis 2019 Oberbürgermeister der Großen Kreisstadt Schramberg (Landkreis Rottweil) im Schwarzwald (Baden-Württemberg).

## Leben
Thomas Herzog studierte an der Universität Bayreuth Rechtswissenschaften und schloss 2001 mit einer wirtschaftswissenschaftlicher Zusatzausbildung als Wirtschaftsjurist ab. Herzog absolvierte sein Referendariat beim Landgericht Coburg und arbeitete u. a. bei einer Anwaltskanzlei in Paris. 
Er ist verheiratet und Vater von vier Kindern.

## Politik
Nachdem Amtsinhaber Herbert Zinell (SPD) 2011 nach seiner Berufung zum Ministerialdirektor im baden-württembergischen Innenministerium als Oberbürgermeister zurückgetreten war, wurde Thomas Herzog bei der vorgezogenen Oberbürgermeisterwahl am 31. Juli 2011 mit 67,5 % vor dem Unternehmensberater Michael Melvin (31,1 %) zu seinem Nachfolger gewählt. Die Wahlbeteiligung lag bei 51,5 %. Am 1. Oktober 2011 trat Herzog seine Amtsgeschäfte an.
Bei der Oberbürgermeisterwahl am 7. Juli 2019 unterlag Herzog mit 29,5 % der Stimmen der ebenfalls parteilosen Dorothee Eisenlohr, die bereits im ersten Wahlgang mit 67,5 % der Stimmen gewählt wurde. Seine Amtszeit endete mit der Einsetzung der neuen Bürgermeisterin am 4. Oktober 2019.